# Clément Oubrerie
Clément Oubrerie (Parijs, 23 december 1966) is een Franse illustrator, striptekenaar en animator van tekenfilms. Hij won verschillende prijzen met zijn stripverhalen.

## Vroege carrière
Oubrerie volgde een opleiding grafische kunst. Tijdens een tweejarig verblijf in de Verenigde Staten werkte hij als illustrator van jeugdboeken.

## Strips
In 2005 maakte Oubrerie samen met scenariste Marguerite Abouet  de strip Aya uit Yopougon. Deze zesdelige stripserie over de Ivoriaanse Aya, haar vriendinnen, familie en andere bekenden werd in het Nederlands uitgegeven bij Uitgeverij L. Oubrerie verstripte de boeken Zazie dans le métro van Raymond Queneau en Het noorderlicht (Het gouden kompas) van Philip Pullman (samen met scenarist Stéphane Melchior).
Hij werkte ook met andere scenaristen voor de strips Jeangot met Joann Sfar (een erudiete maar erg vrije beschrijving van de jeugd van zigeunergitarist Django Reinhardt, Mâle occidental contemporain met François Bégaudeau, en de stripreeks Pablo met Julie Birmant.

### Albums
- Aya uit Yopougon, 6 delen
- Zazie dans le métro
- Jeangot - deel 1, Renard Manouche, scenario Sfar (uitgeverij Gallimard)
- Mâle Occidental Contemporain
- Het noorderlicht - Het gouden kompas, 3 delen
- Pablo, 4 delen
- Il était une fois dans l'Est, scenario Julie Birmant
- Isadora, scenario Julie Birmant
- Voltaire amoureux
- Cyberfatale, scenario Cépanou

### Prijzen
- Prix Révélation op het Internationaal stripfestival van Angoulême 2006 voor Aya uit Yopougon
- Fauve jeunesse op het Internationaal stripfestival van Angoulême 2015 voor Het gouden kompas 1
- Grand prix Quai des bulles 2017 voor Voltaire amoureux
- Atomiumprijzen: Prix Cognito de la BD historique 2018 voor Voltaire amoureux

## Animatie
Samen met Joann Sfar en Antoine Delesvaux richtte Oubrerie tekenfilmstudio Autochenille Production op. Deze studio maakte de langspeelfilms Le Chat du Rabbin (naar de strip van Sfar) en Aya de Yopougon. Hij maakte ook, met Éric en Ramzy, de televisieserie Moot-Moot voor Canal+.
- Bibsys: 6072825
- Biblioteca Nacional de España: XX5359339
- Bibliothèque nationale de France: cb12387867s (data)
- Catàleg d'autoritats de noms i títols de Catalunya: 981058527074806706
- Gemeinsame Normdatei: 132215292
- International Standard Name Identifier: 0000 0001 2136 5445
- Library of Congress Control Number: n91069552
- Nationale Bibliotheek van Tsjechië: xx0272304
- Nationale Bibliotheek van Israël: 987007383101605171
- Nederlandse Thesaurus van Auteursnamen: 14322655X
- Système universitaire de documentation: 032952376
- Virtual International Authority File: 64088483
- WorldCat: E39PBJgt7MqbhhqCKxKJYC7PwC